# 卡丘格区
卡丘格区（俄语：Качугский район）是俄罗斯联邦伊尔库茨克州下辖的一个区，其行政中心为卡丘格。据2016年统计，该区的人口为17124人。